# Kurt Jaroschek
Kurt Jaroschek (* 13. Oktober 1898 in Breslau; † 22. November 1989 in Darmstadt) war ein deutscher Ingenieur.

## Leben
Kurt Jaroschek studierte Maschinenbau in Breslau und Hannover und war u. a. für Thyssen tätig. Einer Berufung an die RWTH Aachen 1942 wurde mit Verweis als »früherer Zentrumsanhänger« abgewiesen. Er wurde im April 1952 als Ordinarius für Wärmetechnik an die TH Darmstadt berufen sowie als Direktor des Instituts für Wärmetechnik eingesetzt. Jaroschek engagierte sich für Fragen der Kernenergie und war renommierter Experte auf diesem Gebiet.
Er war gläubiger Katholik. 1956 wurde er von Kardinal-Großmeister Nicola Kardinal Canali zum Ritter des Ritterordens vom Heiligen Grab zu Jerusalem ernannt und am 8. Dezember 1956 im Kölner Dom durch Lorenz Jaeger, Großprior der deutschen Statthalterei, investiert.
Er heiratete 1923 Gertrud Lorenz.
Kurt Jaroschek war Mitglied des Vereins Deutscher Ingenieure (VDI).

## Schriften
- Beitrag zur Frage der Dampfturbinenregelung im Sinne eines wirtschaftlichen Teillastbetriebes, insbesondere bei Gegendruckturbinen, Technische Hochschule Hannover 1929
- VDI-Richtlinien für Versuche an Verdampferanlagen: aufgestellt vom Fachausschuß für Verfahrenstechnik im Verein deutscher Ingenieure im NSBDT, VDI-Verlag 1941
- Gutachten über die Wirtschaftlichkeitsaussichten atomarer Industrie-Heizkraftwerke, Gersbach 1962
- Technische und wirtschaftliche Aspekte der Reaktorentwicklung, Gersbach 1962
- Technischer und wirtschaftlicher Stand der Atomkraftwerksentwicklung, Gersbach 1962
- Kernenergie heute – Problem der Zukunft in Kernenergie und Humanität, Königsteiner Forum, 1981